# Norrtälje kommun
59°46′N 18°42′Ø / 59.767°N 18.700°Ø
Norrtälje kommun ligger i det svenske län Stockholms län i landskabet Uppland. Kommunens administration ligger i byen Norrtälje. Norrtälje er den største kommune i Stockholms län og udgør næsten en tredjedel af länets areal. Norrtälje ligger ca. 75 km nordøst for Stockholms centrum.
Norrtälje har også oplevet stor tilflytning. Fra 1985 til 2005 er indbyggertallet øget med 29%. I sommermånederne har kommunen en endnu større befolkning på grund af mange sommerhuse.

## Byer
I Norrtälje kommune ligger 16 byer.
Antal indbyggere pr 31. december 2005.
| #   | By           | Indbyggere |
| --- | ------------ | ---------- |
| 1.  | Norrtälje    | 16.263     |
| 2.  | Rimbo        | 4.606      |
| 3.  | Hallstavik   | 4.530      |
| 4.  | Älmsta       | 924        |
| 5.  | Bergshamra   | 751        |
| 6.  | Edsbro       | 515        |
| 7.  | Svanberga    | 479        |
| 8.  | Rånäs        | 449        |
| 9.  | Herräng      | 443        |
| 10. | Spillersboda | 314        |
| 11. | Grisslehamn  | 277        |
| 12. | Skebobruk    | 265        |
| 13. | Södersvik    | 260        |
| 14. | Östhamra     | 254        |
| 15. | Söderby-Karl | 217        |
| 16. | Riala        | 212        |

## Øer
Norrtälje kommun er blandt de kommuner i Sverige der har flest øer.
- Väddö cirka 3.000 indbyggere
  - Björkö (sydenden af Väddö) cirka 300 indbyggere
- Rådmansö, cirka 2.000 indbyggere
- Vätö, cirka 1.250 indbyggere
- Blidö, cirka 600 indbyggere
- Singö, cirka 370 indbyggere

- Yxlan,